# Sofie Juárez
Sofie Juárez (ur. 9 kwietnia 1991 w Incles) – andorska narciarka alpejska, olimpijka. Brała udział w igrzyskach w roku 2010 (Vancouver). Nie zdobyła żadnych medali.

## Zimowe Igrzyska Olimpijskie 2010 w Vancouver
| Konkurencja | I zjazd | I zjazd | II zjazd | II zjazd | Klas. końcowa | Klas. końcowa |
| Konkurencja | Czas    | Miejsce | Czas     | Miejsce  | Punkty        | Miejsce       |
| ----------- | ------- | ------- | -------- | -------- | ------------- | ------------- |
| Gigant      | AC      | DNF     | -        | -        | AC            | DNF           |
| Slalom      | AC      | DNF     | -        | -        | AC            | DNF           |